# Trencsénfogas
Trencsénfogas (1899-ig Zubák, szlovákul Zubák) község Szlovákiában, a Trencséni kerületben, a Puhói járásban.

## Fekvése
Puhótól 18 km-re északnyugatra, a Zubák-patak partján fekszik. Neve a szláv zub (= fog) főnévből származik.

## Története
Történeti források arra utalnak, hogy a község határában már a bronzkorban földvár állt, mely a későbbi Morvaország területére vezető utat ellenőrizte. A nagybiccsei levéltárban fellelhető okiratok szerint a település határnevei között „Hrádek, Podhrádek, Podturnie” nevek fordultak elő, melyek mind egykori vár létezésére utalnak, melyet a régészeti kutatások még nem igazoltak. A feltételezések szerint a Trencsénfogas és Donány közötti hatalmas sziklán a puhói kultúra időszakában nagyméretű vár állt. A régészeti leletek alapján megállapítható, hogy a szomszédos lednici várhegy körül a 9. században település keletkezett, melyet a 11. század elején a lengyelek dúltak fel. Szlovák történészek szerint ez a Nyitrai hercegséghez tartozó szláv település volt, erre azonban semmilyen bizonyíték nincs.
A Magyar Királyság valószínűleg a 11. században vonta fennhatósága alá ezt a területet, mely a Morvaországgal szomszédos határvidék része lett. 1241-ben a tatárok az egész környéket elpusztították. IV. Béla király az újabb támadások kivédésére az egész ország területén kővárakat építtetett. Így épült meg a szomszédos Lednic vára is, melyet 1259-ben említ először írott forrás. A vár mintegy 1500 m²-es területével a Vágmente egyik legnagyobb vára volt. A község területe a váruradalom része lett, mely előbb királyi birtok, majd nemesi tulajdonba került. Első ismert birtokosa az 1259 és 1269 között szereplő Lednici Márk volt. 1301-ben a terület a Vágmentével együtt Csák Máté birtoka lett, majd halála után ismét királyi birtok. A 14. század végén a lednici uradalom a Paksiak zálogbirtoka lett, majd zálogát a cseh származású Henk szerezte meg. A 15. század elején a sziléziai Bielik testvérek kapták zálogba a királytól. 1432 végén a husziták foglalták el, akik Lednic várából ellenőrizték és pusztították a vidéket. A Bielikek 1466-ig maradtak az uradalom birtokosai, amikor házasság révén Podmaniczky Balázs szerezte azt meg.
Trencsénfogast, régi nevén Zubákot 1471-ben „Zwbaky” alakban említik először, majd 1475-ben „Zwbak” formában írják a nevét. Lednic várának uradalmához tartozott. A 16. századi adóösszeírások szerint Zubák a kis falunak számított. 1532-ben mindössze egy portáig adózott. 1533-ban Podmaniczky János és Rafael birtoka. 1540-ben 4, 1546-ban 1 portát számláltak a településen, a többi ház lakatlan volt. 1548-ban 3 jobbágyportája és 3 zsellérháza létezett. 1549-ben 2 porta és 2 zsellérház állt itt, 3 ház pedig lakatlan volt. 1559-ben, a Podmaniczkyak kihalása után I. Ferdinánd király a lednici uradalommal együtt Telekessy Imrének adta. 1598-ban 12 ház állt a településen, ekkor „Zubak” néven szerepel a korabeli forrásokban. 1600-ban a rablólovaggá vált és halálra ítélt Telekessy Mihálytól a király elvette, Telekessyt pedig 1601-ben Pozsonyban kivégezték.
1601-ben az uradalmat Dobó Ferenc, Bars vármegye főispánja vásárolta meg, aki azonban hamarosan utódok nélkül halt meg. Az adóösszeírások szerint 1602-ben Zubákon 9 ház állt, 1603-ban azonban már csak 5 háza volt. A főispán rokonai közül a birtok Lorántffy Zsuzsanna tulajdona lett, aki 1616-ban I. Rákóczi György feleségévé vált. A Rákócziak sárospataki várukból kormányozták birtokaikat. 1676-ban I. Rákóczi Ferenc halálával birtokait gyermekei: Ferenc és Julianna örökölték. 1691-ben Julianna Aspremont Ferdinánd császári tábornok felesége lett. A falunak 1720-ban malma és 24 adózója volt. Az 1769-es urbárium szerint 79 család élt a településen, közülük 11 szabad, 24 jobbágy, 18 zsellér és 26 vagyontalan volt. Három, kőből épített malom, kocsma és fűrésztelep is állt a településen. 1784-ben 154 házában 173 családban 923 lakos élt.
A 18. század végén Vályi András így ír róla: „ZUBAK. Tót falu Trentsén Várm. földes Ura Gr. Áspermont Uraság, lakosai többfélék, fekszik Ledniczaváron felűl, földgye sovány.”
1828-ban 144 háza volt 1237 lakossal. Lakói mezőgazdasággal és erdei munkákkal foglalkoztak.
Fényes Elek 1851-ben kiadott geográfiai szótárában így ír a faluról: „Zubák, Trencsén m. tót f. Lednicztől északra 1 óra: 1109 kath., 13 zsidó lak. Szép erdő. Földje sovány, csak zabtermő. Kath. paroch. templom. F. u. gr. Erdődy György. Ut. p. Trencsén.”
A trianoni békéig Trencsén vármegye Puhói járásához tartozott.

## Népessége
| Év:            | 1994. | 2004.   | 2014.   | 2024.   |
| -------------- | ----- | ------- | ------- | ------- |
| Emberek száma: | 917   | 916     | 860     | 830     |
| Eltérés:       |       | -0,10 % | -6,11 % | -3,48 % |

| Év:            | 2023. | 2024.   |
| -------------- | ----- | ------- |
| Emberek száma: | 838   | 830     |
| Eltérés:       |       | -0,95 % |

1910-ben 1051, túlnyomórészt szlovák lakosa volt.
2001-ben 924 lakosából 917 szlovák volt.
2011-ben 876 lakosából 864 szlovák volt.

## Nevezetességei
- Szent Vendel tiszteletére szentelt római katolikus temploma 1829-ben épült a korábbi fatemplom helyén.

## Külső hivatkozások
- Községinfó
- Trencsénfogas Szlovákia térképén
- E-obce.sk Archiválva 2009. február 11-i dátummal a Wayback Machine-ben